# Salpingus aeneus
Salpingus aeneus är en skalbaggsart som först beskrevs av Olivier 1807.  Salpingus aeneus ingår i släktet Salpingus, och familjen trädbasbaggar. Arten har ej påträffats i Sverige.